# Montalbano (Fasano)
Montalbano di Fasano is een plaats (frazione) in de Italiaanse gemeente Fasano.